# Karl Jünemann (Politiker, 1913)
Karl Jünemann (* 10. Januar 1913 in Kreuzebra; † 25. Dezember 2008 in Heilbad Heiligenstadt) war ein deutscher Politiker der Blockpartei Christlich-Demokratische Union Deutschlands (DDR). Er war von 1950 bis 1958 Abgeordneter der Volkskammer der DDR.

## Leben
Jünemann absolvierte nach dem Besuch der Volksschule eine Lehre als Kaufmann. Nach dem Zweiten Weltkrieg übernahm er bereits am 1. Juli 1945 erste Funktionen in der Verwaltung des Kreises Heiligenstadt. Er war Fahrdienstleiter und Leiter des Amtes für Handel und Versorgung beim Rat des Kreises. Im November 1945 wurde er Mitglied der CDU und 1946 Mitglied des Orts- und Kreisvorstandes der CDU. Er war Mitbegründer des FDGB und der DSF in Heilgenstadt. Von Mai 1947 bis 1971 war er Bürgermeister der Stadt Heiligenstadt. Er trat aus gesundheitlichen Gründen zurück, blieb aber Mitglied der Stadtverordnetenversammlung, des Kreisvorstandes der CDU und des Kreisausschusses der Nationalen Front, dessen Vorsitzender er zeitweise war.
Karl Jünemann wurde im Juli 1988 durch seinen Nachfolger als Bürgermeister, Günther Mock, die Ehre zuteil, anlässlich des 100. Todestag des bedeutenden Novellisten und Lyrikers Theodor Storm, eine 2,10 m hohe Plastik, die erste ganzkörperliche Denkmaldarstellung  des norddeutschen Dichters in Heiligenstadt zu enthüllen.
Von 1950 bis 1958 war er als Mitglied der CDU-Fraktion Abgeordneter der Volkskammer und Mitglied des Haushalts- und Finanzausschusses. Gleichzeitig war er von 1952 bis 1958 auch Mitglied des CDU-Hauptvorstandes. Ab Oktober 1971 war er Mitherausgeber und Mitglied des Kollegiums der Zeitschrift progressiver Katholiken „begegnung“. Außerdem war er Mitglied des Friedensrates der DDR.

## Auszeichnungen in der DDR
- 1955 Vaterländischer Verdienstorden in Bronze und 1979 in Silber
- 1955 Medaille für ausgezeichnete Leistungen
- 1960 Otto-Nuschke-Ehrenzeichen in Silber und 1969 in Gold
- 1964 Ernst-Moritz-Arndt-Medaille
- 1978 Otto-Nuschke-Plakette